# She Loves Me Not (1918)
She Loves Me Not é um curta-metragem norte-americano de 1918, do gênero comédia, estrelado por Harold Lloyd. Uma cópia do filme está conservada no British Film Institute (en).

## Elenco

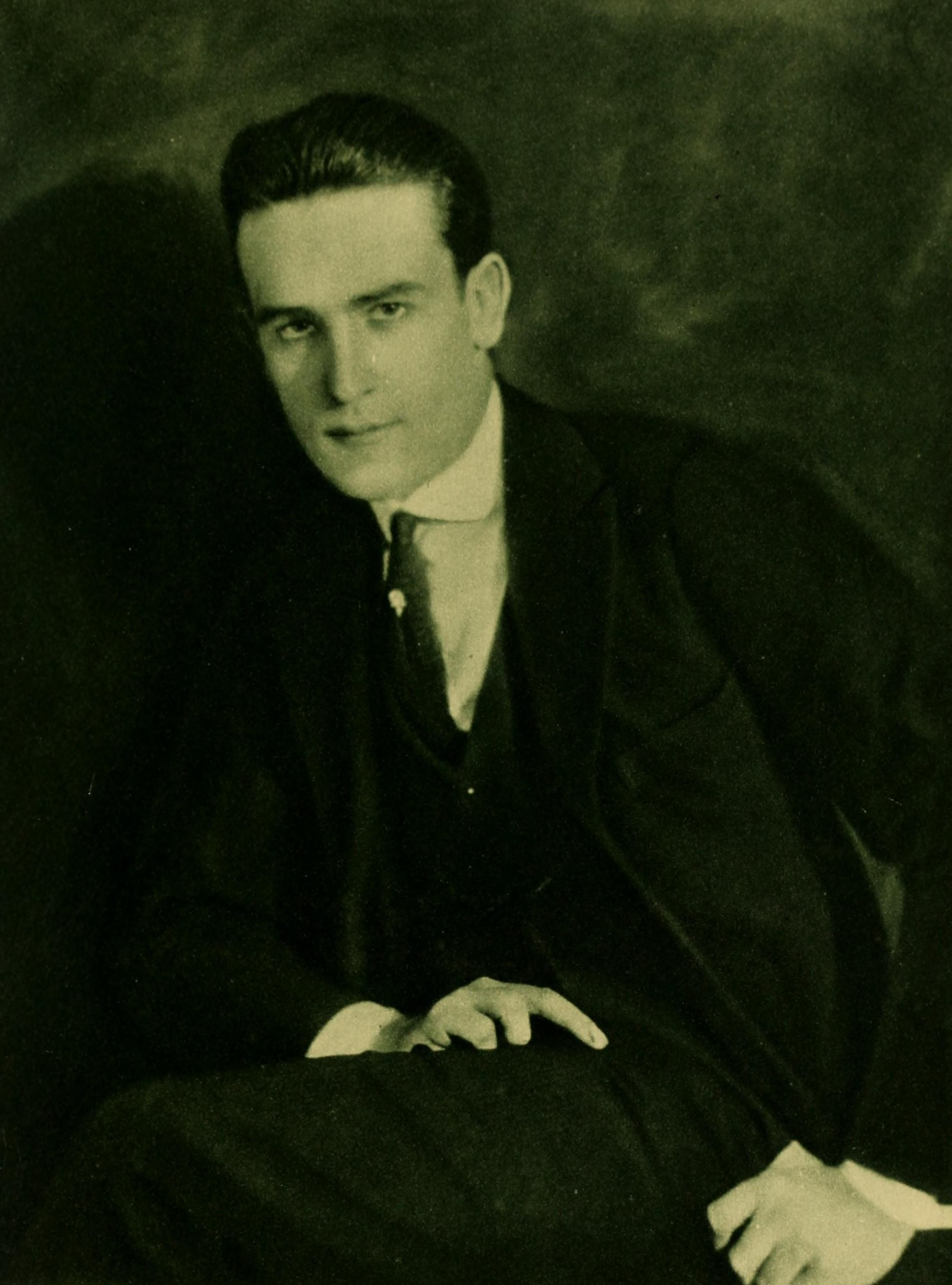
Harold Lloyd

- Harold Lloyd
- Snub Pollard
- Bebe Daniels
- Sammy Brooks
- Billy Fay
- William Gillespie
- Estelle Harrison
- Lew Harvey
- Bud Jamison
- Margaret Joslin
- Dee Lampton
- Oscar Larson
- Marie Mosquini
- James Parrott
- Dorothea Wolbert
- Noah Young